# Mayerling (zámek)

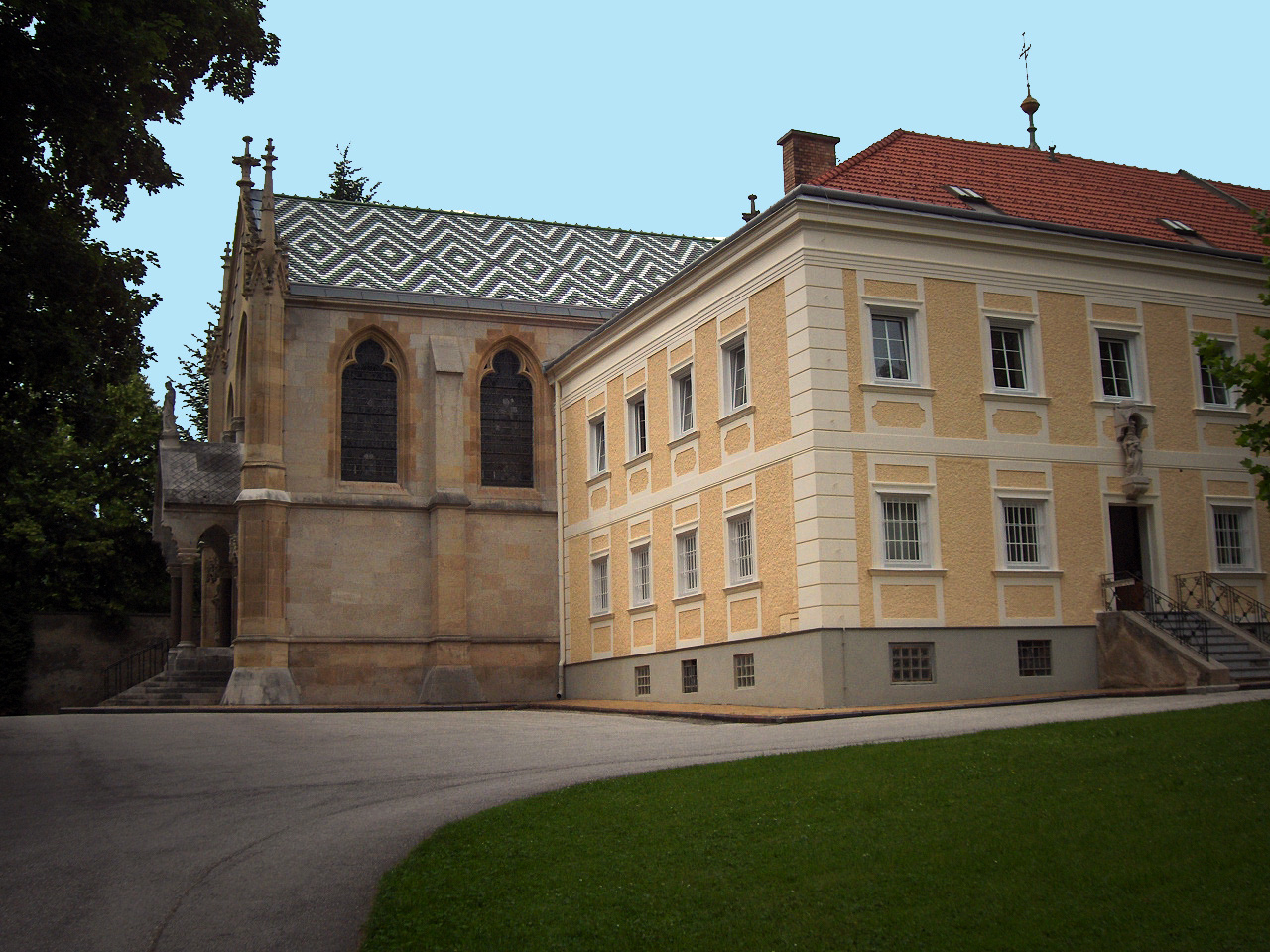
Zámek Mayerling

Zámek Mayerling byl až do roku 1889 lovecký zámek v Mayerlingu u Allandu v okrese Baden v rakouské spolkové zemi Dolní Rakousy, jihozápadně od Vídně.
Od roku 1550 bylo místo v držení kláštera Heiligenkreuz.

## Historie
Usedlost v roce 1886 získal korunní princ Rudolf a přestavěl ji na lovecký zámek.
V noci na 30. ledna 1889 zde zemřel rakouský korunní princ Rudolf Habsbursko-Lotrinský (1858–1889). Bližší okolnosti nejsou dodnes vyjasněny, protože vídeňský dvůr dokumenty zničil a svědkové té doby byli zavázáni doživotním mlčením. Podle aktuálního bádání[ujasnit] se zastřelil depresí trápený Rudolf poté, co nejdříve zastřelil jednou ranou do hlavy svou milenku, sedmnáctiletou baronesu Marii Vetserovou (1871–1889).
Rudolfův otec, císař František Josef I. (1830–1916) nechal ještě v témže roce lovecký zámek přestavět tak, že Rudolfova ložnice byla zbourána a na stejném místě paláce byl postaven kostel. Oltář kostela se nachází přesně v místě, kde stála Rudolfova ložnice, ve které on a Mary zemřeli.
Zámek byl pak přeměněn na klášter řádu bosých karmelitánek.
Proti své závěti nebyl Rudolf pohřben společně s Marií Vetserovou na hřbitově v sousedním klášteře Heiligenkreuz, ale v kapucínské hrobce ve Vídni, se svými rodiči císařem Františkem Josefem I. a císařovnou Alžbětou Bavorskou (1837–1898).

### Filmové a televizní adaptace
Příběh tragické smrti korunního prince Rudolfa Habsbursko-Lotrinkého byl také několikrát zpracován ve filmu. V roce 1936 režisér Anatole Litvak natočil stejnojmenný francouzský film, poté byl tento námět týmž režisérem zpracován ve formě televizního filmu Mayerling z roku 1957, později i v dalším hraném filmu Mayerling z roku 1968 režiséra Terence Younga.